# Carolabrücke (Drážďany)
Carolabrücke je jedním ze čtyř mostů přes Labe v centru Drážďan. Na jihu hraničí s náměstím Rathenauplatz v městské části Altstadt (Staré město) a na severu s náměstím Carolaplatz v městské části Inneren Neustadt (Vnitřní Nové město) a je pojmenován po Karole von Wasa-Holstein-Gottorpské (1833–1907), manželce krále Alberta. V letech 1971–1991 se most jmenoval Dr.-Rudolf-Friedrichs-Brücke podle saského ministerského předsedy a drážďanského starosty Rudolfa Friedrichse. Na dolní straně staroměstské opěry je dodnes umístěna odpovídající tabulka s názvem mostu.
V noci 11. září 2024 se část mostu zřítila.

## Most v letech 1892–1945

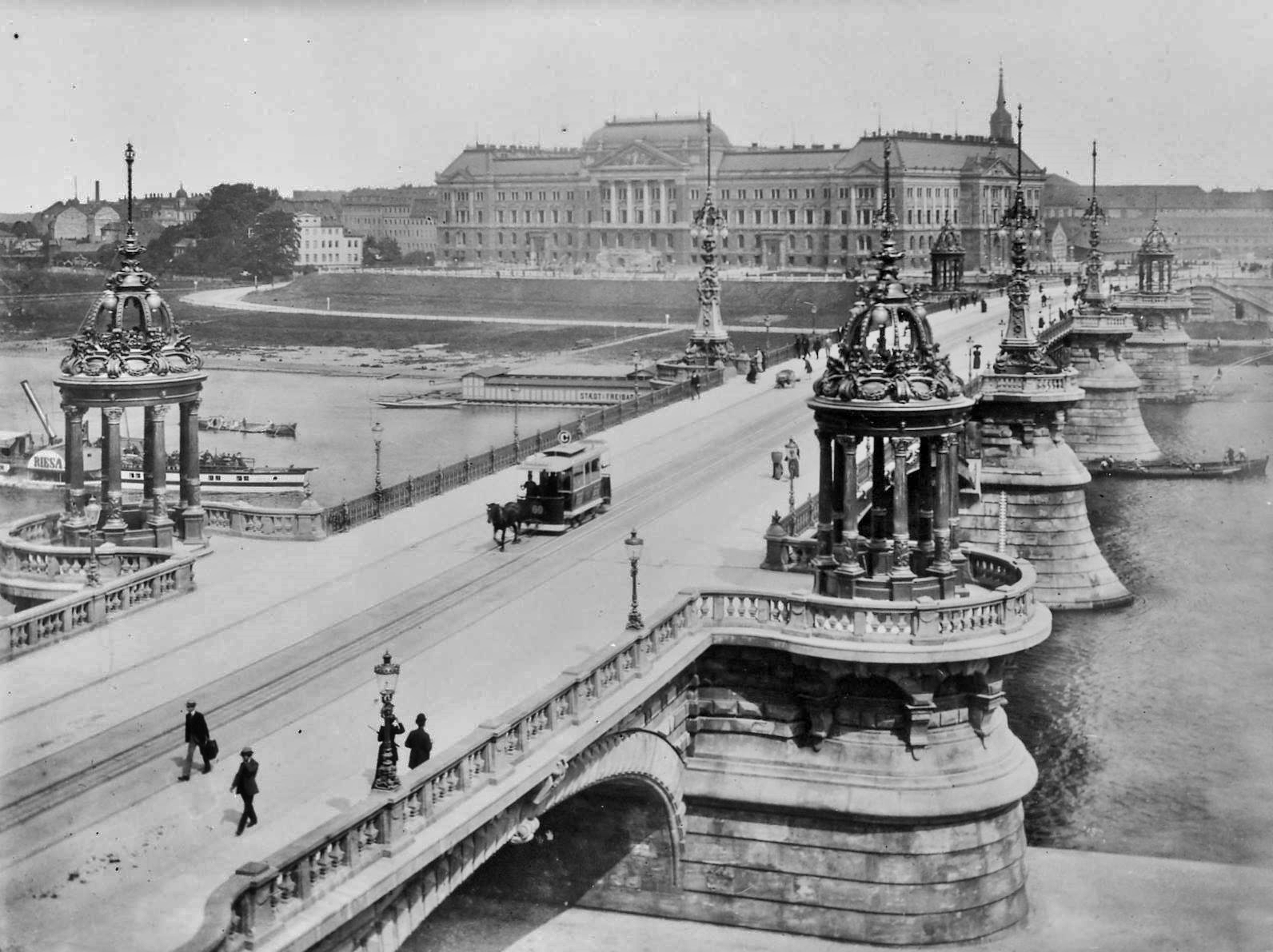
První Carolabrücke v roce 1895.

V letech 1892–1895 byl postaven první most podle plánu Karla Mancka (1838–1888) pod vedením Hermanna Kletteho. Konstrukce mostu dlouhá 340 m byla projektována pro vozovku 9,6 m širokou se dvěma tramvajovými kolejemi a chodníky 3,2 m širokými po obou stranách mostu. Mostní konstrukce měla v Labi dva pilíře a řeku překlenovaly tři otvory. Každý říční otvor se skládal z šesti plnostěnných železných oblouků s rozpětím 61,0 m u prostředního oblouku a 59,0 m u dvou sousedních oblouků a poměr výšky oblouku k jeho rozpětí byl 1:14. V předmostí na levém břehu řeky byly dva zděné oblouky a na druhém břehu čtyři.
Večer 7. května 1945, den před koncem druhé světové války v Německu, před Rudou armádou postupující od Albertplatzu jednotky Waffen SS vyhodily do povětří dva ze tří říčních otvorů a dva oblouky v předpolí na pravém břehu. Vzhledem k silnému poničení nebyl most obnoven v původní podobě. V roce 1952 byly rozebrány zachované části. Zbývající obloukové nosníky byly vyhozeny do povětří 7. března 1952. Dva středové pilíře v řece byly odstraněny až při stavbě druhého mostu Carolabrücke na konci šedesátých let 20. století.

## Druhý most v letech 1967–dosud

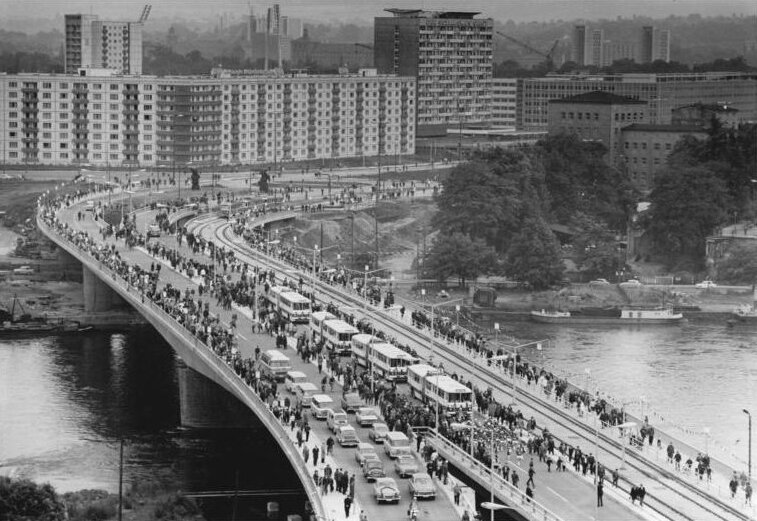
Otevření mostu 4. července 1971, pohled ze Starého města

Současný most postavila v letech 1967–1971 firma VEB Brückenbau Dresden. Most se čtyřmi jízdními pruhy pro motorovou dopravu a samostatnou tramvajovou tratí tvoří nejdůležitější severojižní spojnici drážďanské silniční dopravy, která na severu pokračuje ulicí Albertstraße a na jihu ulicí St Petersburger Straße. Po obou stranách mostu vedou chodníky pro pěší a cyklostezky.
Most je široký 32 m a skládá se ze tří nosných konstrukcí (mostní úseky A až C od východu na západ). Jedná se o skříňové mosty z předpjatého betonu s Gerberovým nosníkem jako konstrukčním systémem v podélném směru. Jižní krajní pole má rozpětí 44 m a první vnitřní pole má 58 m. Labe s jediným říčním pilířem je přemostěno v délce 120 m a 95 m, přičemž severní krajní rozpětí má délku 58 m. Most vedený šikmo přes říční pilíř byl mostem z předpjatého betonu s největším rozpětím v NDR. Nejnižší světlá výška je 6,61 m při nejvyšší plavební hladině.

## Havárie
Dne 11. září 2024 se kolem třetí hodiny ranní zřítilo třetí mostní pole, označované jako úsek C, s tramvajovými kolejemi a společnou stezkou pro chodce a cyklisty v délce asi 100 m. Tím došlo také k poškození dvou potrubí dálkového vytápění, což způsobilo, že horká voda občas vytékala do Labe a na břehy terasy. Od té doby byly v Drážďanech přerušeny dodávky dálkového tepla. Most procházel rekonstrukcí od roku 2019 kvůli konstrukčním vadám. Zřícené tři segmenty rekonstrukcí ještě neprošly. Závěry kontrol této části uváděly značné poškození mostu. Opravy měly být provedeny v období 2025–2026.

Vzhledem k blížícím se vydatným dešťům vznikla obava, že zřícená část mostu bude fungovat jako hráz, která bude bránit průtoku vody. Vznikaly obavy o zatopení Starého města.

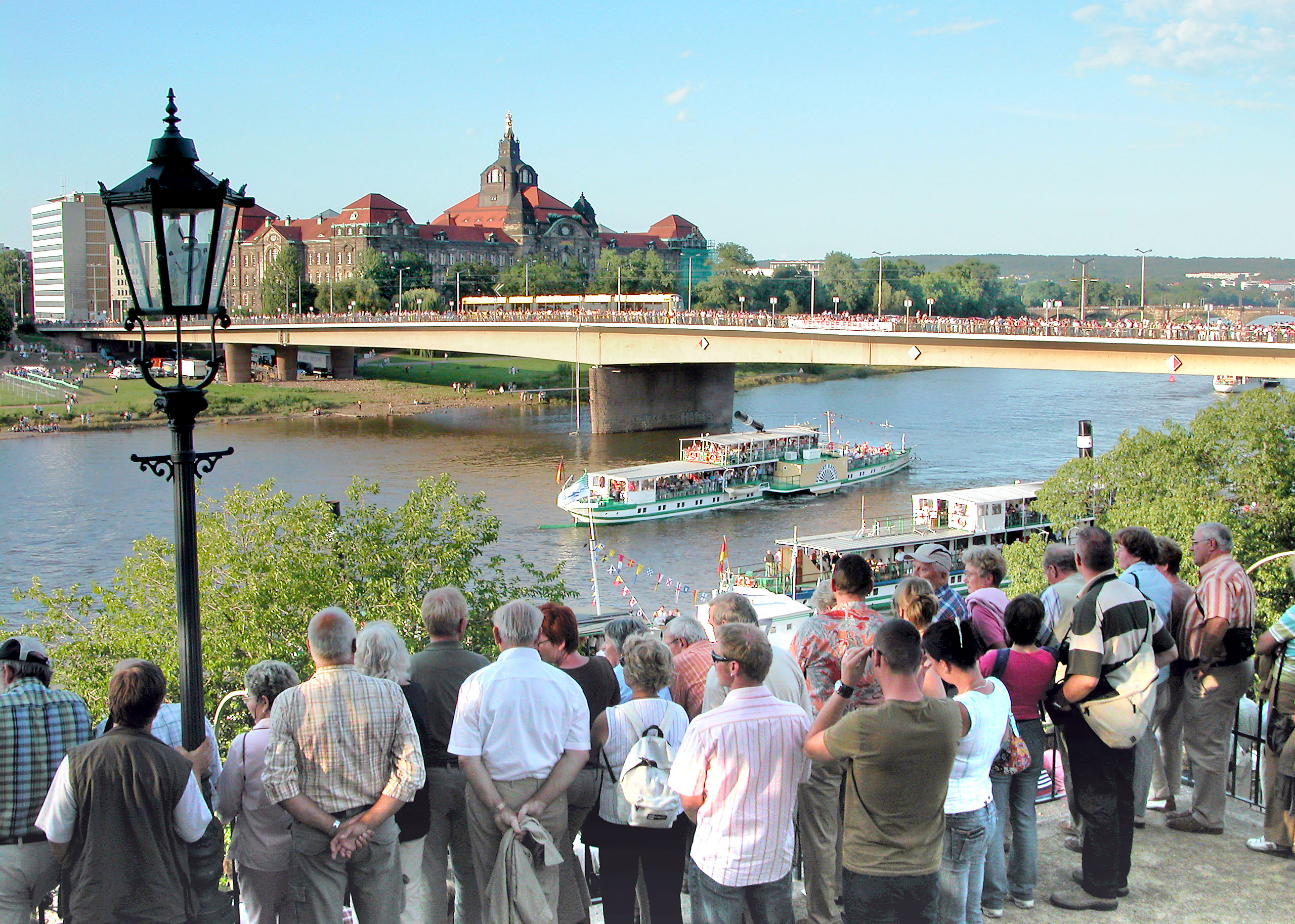
Boční pohled na mostní pole C mostu z předpjatého betonu (2006)
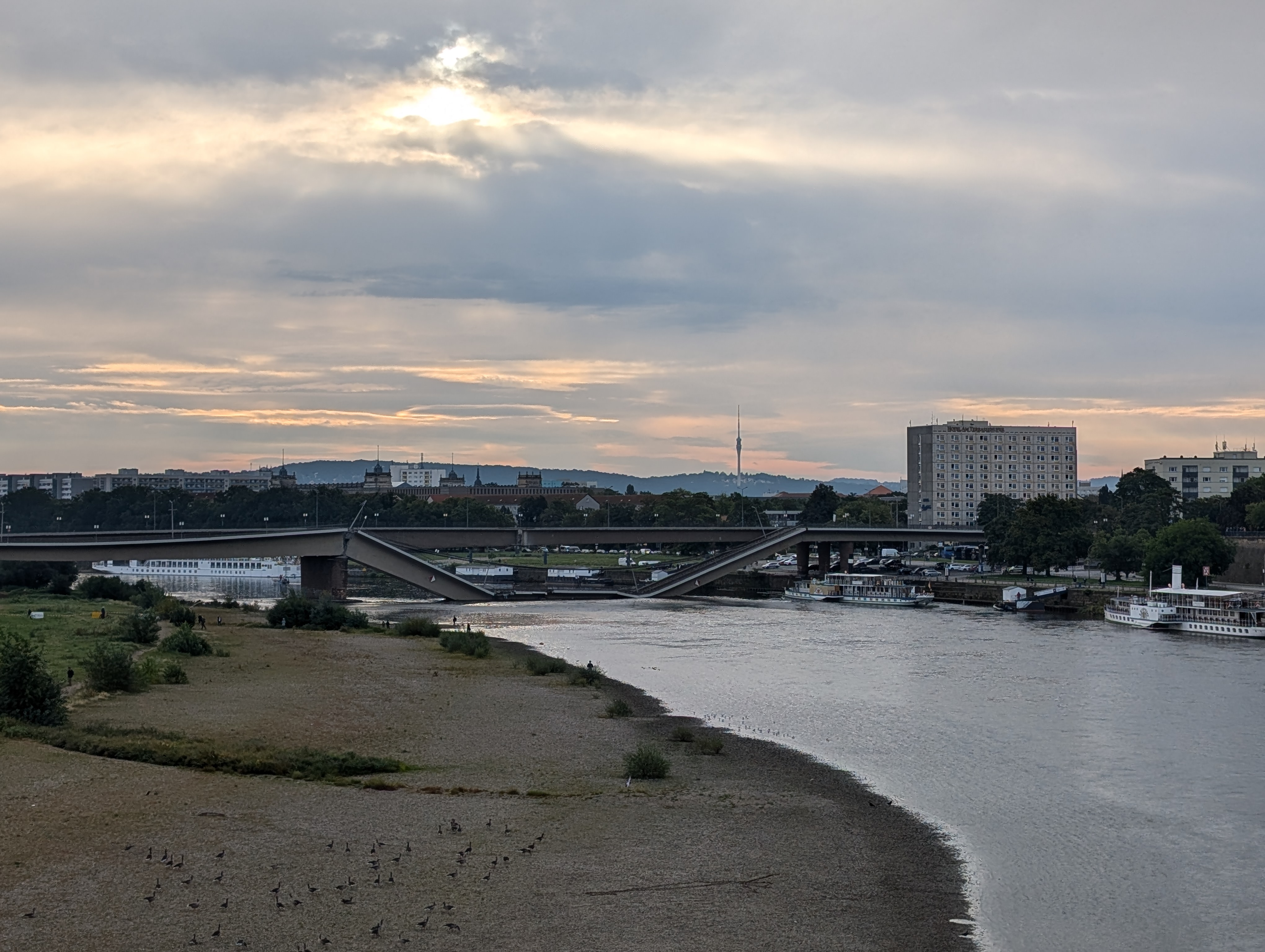
Zřícená část mostu
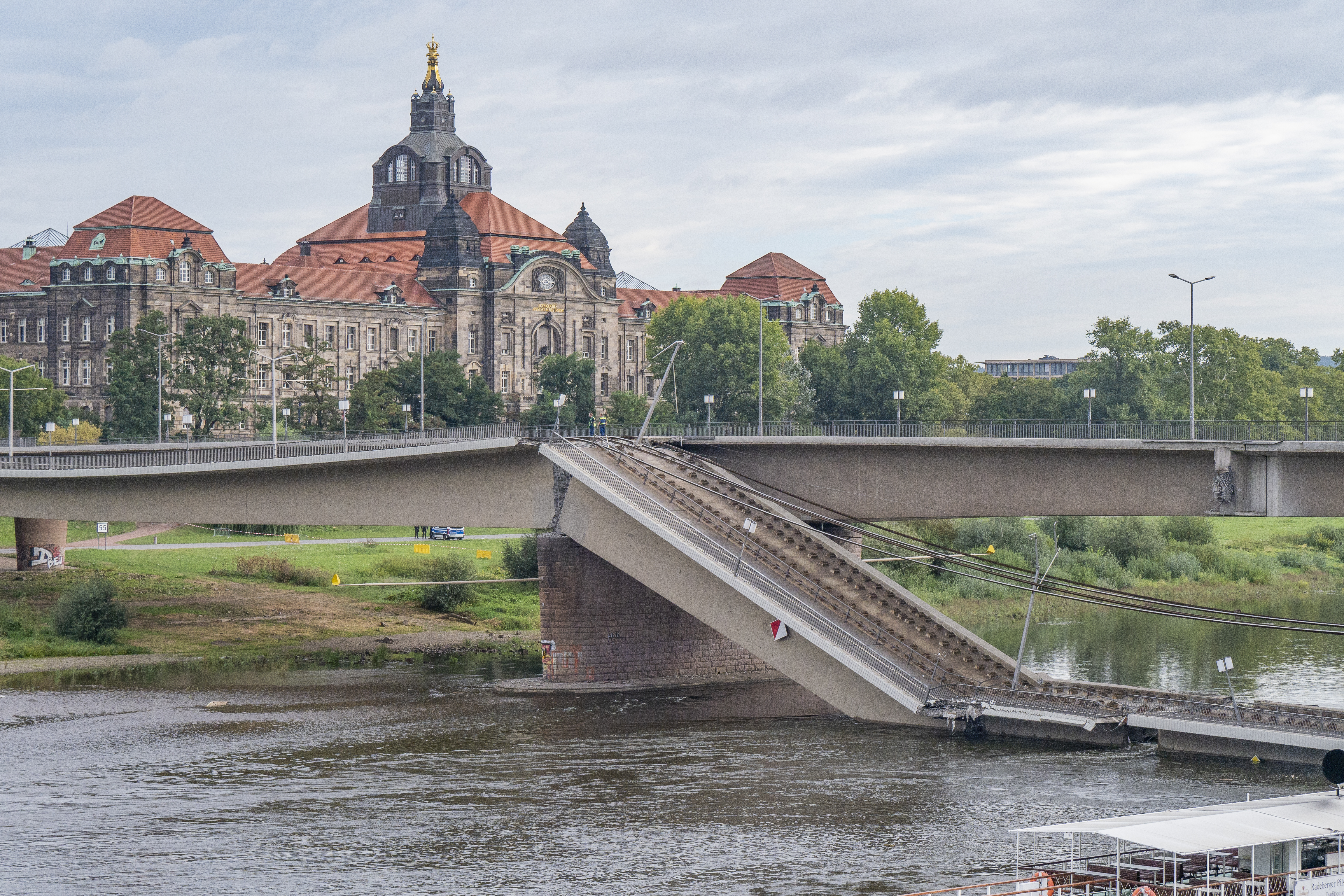
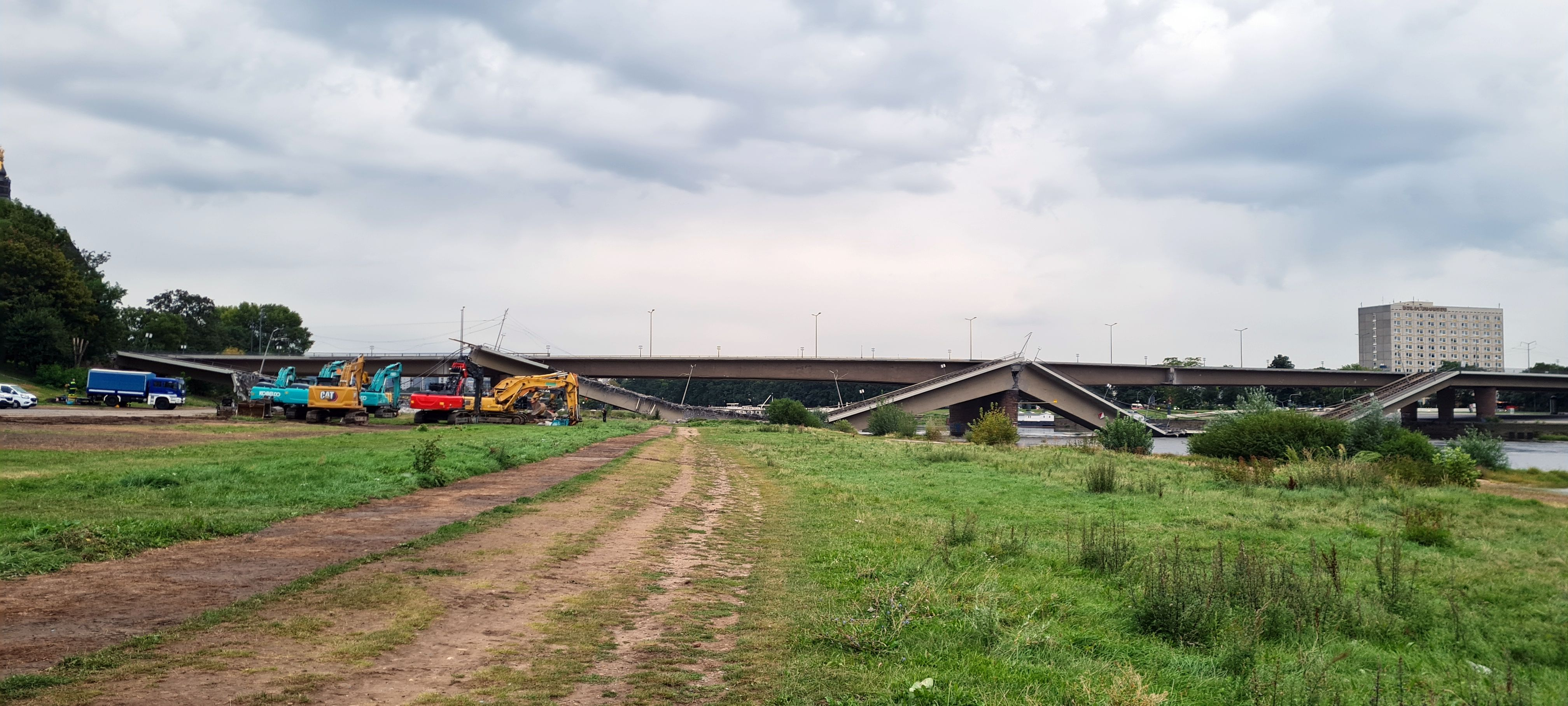
Během demolice došlo ke zřícení další části mostu do Labe

### Bomba z druhé světové války
Po opadu vody se v říjnu začalo s bouráním mostu, které mělo trvat 11 týdnů. Dne 8. ledna 2025 byla v řečišti nalezena nevybuchlá britská bomba z druhé světové války. Kvůli nálezu bomby a její likvidaci na místě bylo evakuováno obyvatelstvo v okruhu jednoho kilometru z historického centra Drážďan. Evakuace se týkala asi 10 000 obyvatel. Ve čtvrtek 9. ledna 2025 po 9. hodině byla oblast uzavřena a pyrotechnikům se po poledni podařilo zneškodnit (deaktivovat) 250kilogramovou bombu. Bomba byla zbavena rozbušky a následně odvezena k zneškodnění.